# Petro Herkulan Maltschuk
Petro Herkulan Maltschuk OFMConv (ukrainisch Петро Геркуліан Мальчук; * 7. Juli 1965 in Slobozia-Raşcov, Moldauische SSR, Sowjetunion; † 27. Mai 2016 in Hrodna, Belarus) war ein moldauisch-ukrainischer Ordensgeistlicher und römisch-katholischer Erzbischof von Kiew-Schytomyr.

## Leben
Petro Herkulan Maltschuk studierte nach Schule und Militärdienst Philosophie und Theologie am Theologischen Seminar in Riga, Lettland. Am 3. Januar 1989 trat er der Ordensgemeinschaft der Franziskaner-Minoriten bei. Maltschuk empfing am 7. Juni 1992 die Priesterweihe durch Jan Olszański MIC, Bischof von Kamyanets-Podilskyi. Von 1992 bis 1998 absolvierte er ein theologisches Doktoratsstudium am Päpstlichen Antonianum, der Ordenshochschule der Franziskaner in Rom. 1998/99 war er Pfarrer in Polonne in der Oblast Chmelnyzkyj in der westlichen Ukraine. Er war Kustos der Minderbrüder in der Ukraine (1999–2004) und Provinzial der Ordensprovinz St. Michael der Erzengel in der Ukraine (2004–2007) sowie deren Spiritual (2007–2008). Maltschuk sprach Ukrainisch, Russisch, Polnisch, Italienisch, Deutsch und Lettisch.
Papst Benedikt XVI. ernannte ihn am 29. März 2008 zum Titularbischof von Media und zum Weihbischof im Bistum Odessa-Simferopol. Die Bischofsweihe spendete ihm Marian Kardinal Jaworski, Erzbischof von Lemberg, am 3. Mai 2008 in der Kathedrale Mariä Aufnahme in den Himmel in Odessa; Mitkonsekratoren waren Erzbischof Ivan Jurkovič, Apostolischer Nuntius in der Ukraine, und Bronisław Bernacki, Bischof von Odessa-Simferopol.
Am 15. Juni 2011 ernannte ihn Papst Benedikt XVI. mit dem persönlichen Titel eines Erzbischofs (ad personam) zum Bischof des Bistums Kiew-Schytomyr. Die Amtseinführung in der Alexanderkirche war die erste seit 1680 in der ukrainischen Hauptstadt Kiew selbst; Maltschuk war zudem der erste Bischof der Diözese, der den Titel eines Erzbischofs führte.
Maltschuk erlag in der Nacht auf den 27. Mai 2016 im belarussischen Hrodna (Grodno) einem Herzinfarkt.